# Вуаєризм
Вуаєризм (від фр. voyeur) — підглядання за сексуальним актом, актом дефекації, сечовипускання з метою одержання сексуального задоволення. Вважається патологією психіки лише в тому випадку, коли є нав’язливим станом, витісняє інші форми сексуального життя. Здебільшого пов’язаний з прихованим спостереженням за людиною.
Підглядання у дитячому віці називають візіонізмом. Причиною є дитяча цікавість, природне пізнання світу.
У підлітковому віці, у період статевого дозрівання закладаються основи вуаєризму як патології.
У дорослих підглядання часто супроводжуються мастурбацією.
Однією з форм вуаєризму є «секс по телефону». Тоді вуаєрист джерелом свого підглядання має не зовнішні картини дійсності, а власну уяву. Також на вуаєризмі побудована індустрія порно (відео, малюнки, фото). Правда, є зауваження, що це — не форми вуаєризму, адже зазвичай актори погоджуються на фільмування. З усім тим, психологічні основи (споглядання з метою сексуальної насолоди) — ті самі.
Вуаєризм — свого роду протилежність ексгібіціонізму.